# Tam Lãnh
Tam Lãnh is een xã in het district Phú Ninh, een van de districten in de Vietnamese provincie Quảng Nam. Tam Lãnh heeft ruim 6700 inwoners op een oppervlakte van 69,21 km².

## Geografie en topografie
Tam Lãnh ligt in het zuidwesten van het district. Het grenst in het westen aan de huyện Tiên Phước. In het noorden van Tam Lãnh ligt het Phú Ninhmeer. In het zuiden stroomt de Bồng Miêu, waar ook goud gewonnen wordt.